# 榆皮麵
榆皮面，或称榆树皮面、榆树皮粉，即榆树树皮内层磨成的粉，可食用。

## 简介
将榆树皮最外层深色部分刮掉，留下内层嫩皮，晒干、粉碎、筛罗之后即为榆皮面。在粮食匮乏的年代，不少人以榆皮面作为口粮。
榆树皮含有较多的多糖类物质，其加工产出的榆皮面黏性和筋性较好，有时也会被作为面粉或其它穀粉（如玉米粉、高粱麵）的添加剂使用，目的是让面团更易加工、成品更加筋道。